# Сада (Наварра)
Сада (ісп. Sada) — муніципалітет в Іспанії, у складі автономної спільноти Наварра. Населення — 185 осіб (2009).
Муніципалітет розташований на відстані близько 310 км на північний схід від Мадрида, 32 км на південний схід від Памплони.

## Демографія
Динаміка населення (INE ):